# Orchard Road (canción)
«Orchard Road» es una canción de Leo Sayer lanzada en febrero de 1983 como el segundo sencillo de su décimo álbum Have You Ever Been in Love.    
Alcanzó el número 16 en la UK Singles Chart del Reino Unido, y llegó al top 10 en varios países como Bélgica, Irlanda, Países Bajos y Sudáfrica.   

## Información de la canción
La música de "Orchard Road" fue compuesta por Alan Tarney, con la letra de Sayer. Tarney, quien también produjo la canción, había trabajado previamente con Sayer en la producción de su álbum de 1980 Living in a Fantasy, que incluía el éxito "More Than I Can Say".
Según Sayer, la letra de la canción se basa en una conversación telefónica que duró toda la noche en una cabina telefónica pública con su entonces esposa, Janice, suplicándole que regresara de su apartamento y que la perdonara después de un incidente en su vida matrimonial de 7 años, La canción en realidad se refiere a Churchfield Road, Acton, en el Gran Londres, donde su esposa se había mudado. Sin embargo, el nombre de "Churchfield Road" "no sonaba muy bien", por lo que se cambió a "Orchard Road", el nombre provenía de la zona comercial de Singapur, donde Sayer había actuado recientemente.
Fue grabada originalmente en una sola toma como un demo, con Sayer "inventando las palabras a medida que las grabábamos, con Alan Tarney tocando mis señas con las manos". Sin embargo, el demo se convirtió en la versión final con la voz guía ligeramente sin pulir debido a cómo se sentía.

## Lista de canciones
sencillo de 7": Chrysalis / CHS 2677 (Reino Unido)
1. "Orchard Road" – 4:29
2. "Gone Solo" – 3:58

## Posicionamiento en listas
| Lista 1983                            | Máxima posición |
| ------------------------------------- | --------------- |
| Australia (Kent Music Report)         | 17              |
| Bélgica (Flandes) (Ultratop 50)       | 8               |
| Irlanda (IRMA)                        | 8               |
| Nueva Zelanda (Recorded Music NZ)     | 18              |
| Países Bajos (Dutch Top 40)           | 7               |
| Países Bajos (Mega Single Top 100)    | 5               |
| Reino Unido (Official Charts Company) | 16              |
| Sudáfrica (Springbok Radio)           | 9               |

## Personal
- Leo Sayer - voz principal
- Alan Tarney - coros, sintetizador Fairlight, guitarra, bajo, caja de ritmos Linn
- Trevor Spencer - batería